# La Canourgue
La Canourgue ist ein Ort und eine Gemeinde mit 2.095 Einwohnern (Stand 1. Januar 2022) im Süden Frankreichs in der Region Okzitanien im Département Lozère.

## Lage
Der Ort La Canourgue liegt am Nordwestrand der Cevennen im Übergang zum Gévaudan in einer Höhe von ca. 560 bis 600 m ü. d. M. am Flüsschen Urugne, einem Nebenfluss des Lot. Die nächstgelegene größere Stadt ist das ca. 43 km (Fahrtstrecke) nordöstlich gelegene Mende. Zur Gemeinde La Canourgue gehören ca. ein Dutzend kleinere Weiler und Einzelgehöfte.

## Bevölkerungsentwicklung
| Jahr      | 1800 | 1851 | 1901 | 1954 | 1999 | 2018 |
| --------- | ---- | ---- | ---- | ---- | ---- | ---- |
| Einwohner | 1893 | 1856 | 1640 | 1732 | 1922 | 2146 |

Der Bevölkerungsrückgang in der ersten Hälfte des 20. Jahrhunderts ist im Wesentlichen auf die den Verlust an Arbeitsplätzen infolge der Mechanisierung der Landwirtschaft zurückzuführen. Das Bevölkerungswachstum in der zweiten Hälfte des 20. Jahrhunderts ist auf die Eingemeindung mehrerer ehemals selbständiger Gemeinden zurückzuführen, wodurch auch die Gemeindefläche stark zunahm.

## Wirtschaft
Die Bewohner der Gemeinde La Canourgue lebten jahrhundertelang direkt oder indirekt von der Landwirtschaft in der Umgebung. Der Ort selbst fungierte als Handwerks-, Handels- und Dienstleistungszentrum. Nach Fertigstellung der circa zwei Kilometer entfernten Autobahn A75 wurde Ende des 20. Jahrhunderts ein Gewerbegebiet ausgewiesen.

## Geschichte
Bereits in der Jungsteinzeit hielten sich Menschen in der vom Lot und seinen Nebenflüssen durchzogenen Gegend auf; auch bronze-, eisenzeitliche und gallorömische Spuren wurden entdeckt. Bereits im 7. Jahrhundert gründeten Benediktinermönche eine Abtei, die durch Schenkungen und Besitzübertragungen immer größer wurde. Der Nachbarort Banassac besaß in merowingischer Zeit das Münzprägerecht.

## Sehenswürdigkeiten
La Canourgue

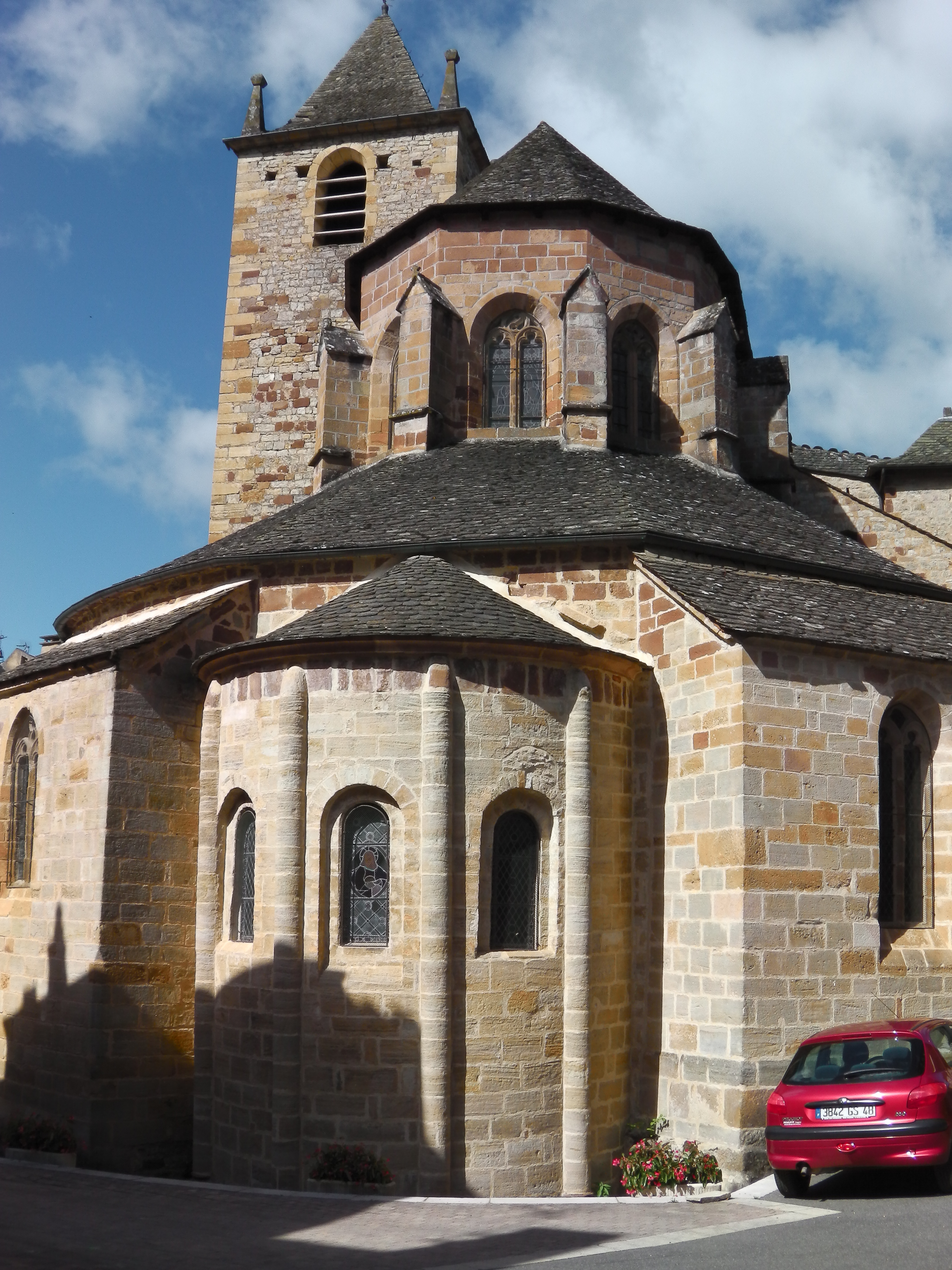
Collégiale Saint-Martin

- Die engen Gassen im alten Ortszentrum (bourg) mit ihren aus Bruchsteinen und Fachwerk gebauten Häusern vermitteln einen mittelalterlichen Eindruck. Zentrum des Ortes ist der Kornmarkt (Place du blé). Einige Häuser aus der Zeit um 1500 sind seit dem Jahr 1993 als Monuments historiques anerkannt.[1]
- Die heutige Pfarrkirche (Église Saint-Martin) ist der letzte Überrest des mittelalterlichen Benediktinerklosters, welches im 13. oder 14. Jahrhundert in ein Kollegiatstift umgewandelt wurde. Sehenswert sind die aus exakt behauenen Steinen gefügte romanische Apsis mit ihren Dienstvorlagen und den im 15. oder 16. Jahrhundert hinzugefügten Rechteckkapellen. Das Obergeschoss des Chorbereichs erhielt später gotische Maßwerkfenster. Der Kirchenbau ist seit dem Jahr 1929 als Monument historique anerkannt.[2]
- Die Chapelle Saint-Frézal (44° 25′ 45″ N, 3° 13′ 35″ O) ist ein etwa 1,5 km südöstlich von La Canourgue im Wald versteckt liegender spätromanischer Kirchenbau aus dem 13. Jahrhundert; die Fassade wurde 16. Jahrhundert erneuert. Das Spitztonnengewölbe im Inneren ist von Gurtbögen unterzogen. Der Bau wurde im Jahr 1984 als Monument historique anerkannt.[3]

La Capelle

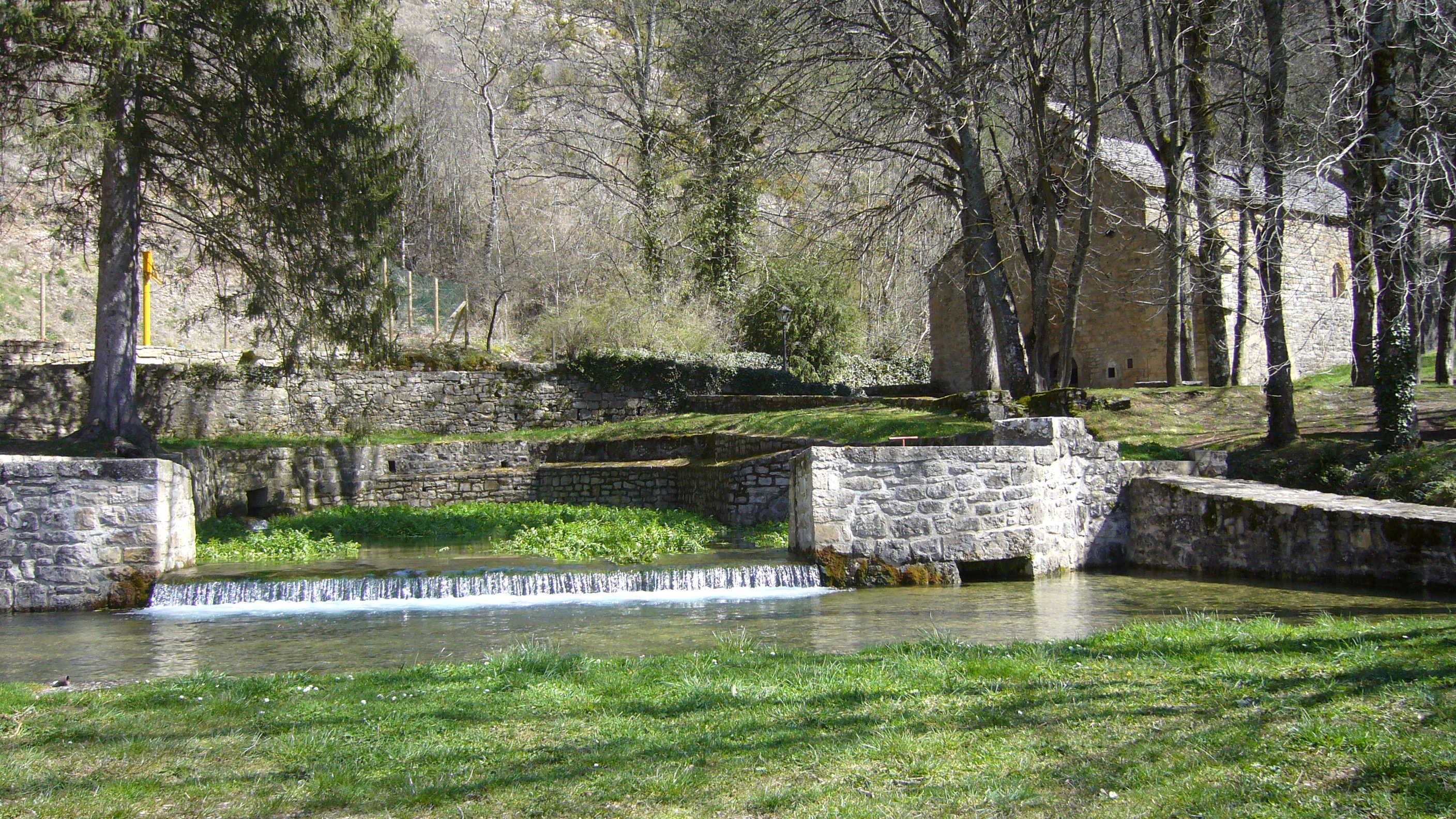
Chapelle Saint-Frézal

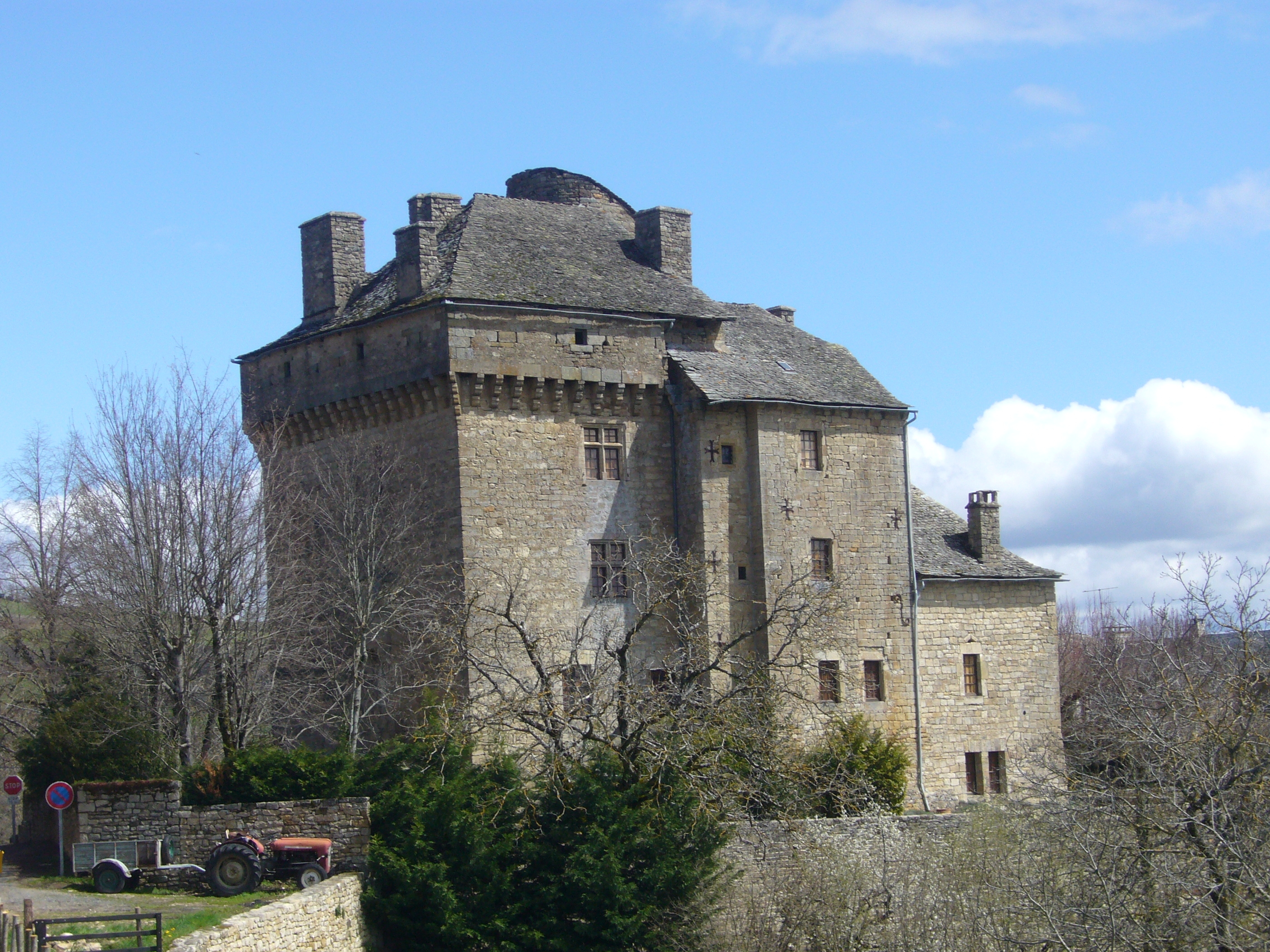
Château de Montjèzieu

- Die Église Saint-Martin im ca. 5 km östlich gelegenen eingemeindeten Ortsteil La Capelle (44° 23′ 26″ N, 3° 18′ 19″ O) war ehemals der Abtei von La Canourgue unterstellt. Sie entstand im 12., 13. und 15. Jahrhundert. Schönste Bauteile sind die romanische Apsis mit später hinzugefügten Strebepfeilern sowie das mehrjochige tonnengewölbteKirchenschiff mit einer Sakristei und einer Südkapelle, die ein ‚primitiv‘ anmutendes Steinrelief beherbergt. Der Turm ist eine Hinzufügung des 18. oder 19. Jahrhunderts. Der Kirchenbau ist seit dem Jahr 1932 als Monument historique anerkannt.[4]

Chardonnet

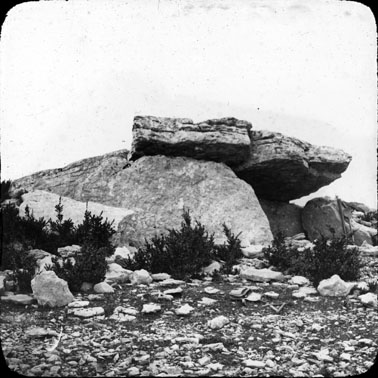
Dolmen de Chardonnet – Monument historique

- Der etwa 4,5 km nordöstlich von La Canourgue gelegene Dolmen de Chardonnet (44° 27′ 5″ N, 3° 15′ 37″ O) erinnert an die Anwesenheit von Menschen in der Zeit der Megalithkulturen. Er ist bereits seit 1889 als Monument historique geschützt.[5]

Montjèzieu
- Das in Privatbesitz stehende Château de Montjèzieu (44° 28′ 55″ N, 3° 12′ 23″ O) stammt aus dem 16. Jahrhundert. Mit seiner kompakt wirkenden dreigeschossigen Bauweise erinnert es entfernt an mittelalterliche Donjons. Es steht seit dem Jahr 1971 unter Denkmalschutz.[6]
- In eine hoch über dem Tal des Lot gelegene Felsklippe wurden zwei nebeneinanderliegende merowingische Steinkistengräber hineingehauen (44° 28′ 31″ N, 3° 12′ 43″ O).

## Partnergemeinde
- Gaiberg, Baden-Württemberg

## Persönlichkeiten
- Marguerite Sirvins (1890–1957), Künstlerin der Art brut